# Corregimento do Panamá
No Panamá, um corregimento (em castelhano: corregimiento) é uma subdivisão de um distrito, que por sua vez é uma subdivisão de província. É o menor nível de divisão administrativa do país; que está ainda subdividido em locais populosos/centros. A partir de 2012, o Panamá é subdividido em um total de 666 corregimentos, uma vez que vários deles foram criados na província de Bocas del Toro e a região indígena (comarca indígena) de Ngäbe-Buglé. Aqui está uma lista dos seguintes corregimentos, por província (e região indígena) e por distrito:

## Lista de corregimentos por província e distrito

### Província de Bocas del Toro

Distritos de Bocas del Toro.

| Distrito        | corregimentos | Sede do distrito |
| --------------- | --- | ---------------- |
| Almirante       | - Puerto Almirante - Barriada Guaymí - Barrio Francés - Nance de Risco - Valle del Risco - Valle de Aguas Arriba                                                     | Puerto Almirante |
| Bocas del Toro  | - Bastimentos - Bocas del Toro - Cauchero - Punta Laurel - Tierra Oscura                                                                                             | Bocas del Toro   |
| Changuinola     | - Barriada 4 de Abril - Changuinola - Cochigro - El Empalme - El Silencio - Finca 6 - Finca 30 - Finca 60 - Guabito - La Gloria - Las Delicias - Las Tablas - Teribe | Changuinola      |
| Chiriquí Grande | - Bajo Cedro - Chiriquí Grande - Miramar - Punte Peña - Punta Robalo - Rambala                                                                                       | Chiriquí Grande  |

### Província de Chiriquí

Distritos de Chiriquí.

| Distrito      | corregimentos | Sede do distrito               |
| ------------- | --- | ------------------------------ |
| Alanje        | - Santiago de Alanje - Canta Gallo - Divalá - El Tejar - Guarumal - Nuevo México - Palo Grande - Querevalo - Santo Tomás                                  | Santiago de Alanje             |
| Barú          | - Baco - Limones - Progreso - Puerto Tomás Armuelles - Rodolfo Aguilar Delgado                                                                            | Puerto Tomás Armuelles         |
| Boquerón      | - Bágala - Boquerón - Cordillera - Guabal - Guayabal - Paraíso - Pedregal - Tijeras                                                                       | Boquerón                       |
| Boquete       | - Alto Boquete - Bajo Boquete - Caldera - Jaramillo - Los Naranjos - Palmira                                                                              | Bajo Boquete                   |
| Bugaba        | - Aserrío de Gariché - Bugaba - El Bongo - Gómez - La Concepción - La Estrella - San Andrés - Santa Marta - Santa Rosa - Santo Domingo - Sortová - Solano | La Concepción                  |
| David         | - Bijagual - Cochea - Chiriquí - San José de David - Guacá - Las Lomas - Pedregal - San Carlos - San Pablo Nuevo - San Pablo Viejo                        | San José de David              |
| Dolega        | - San Francisco de Dolega - Dos Ríos - Los Algarrobos - Los Anastacios - Potrerillos - Potrerillos Abajo - Rovira - Tinajas                               | San Francisco de Dolega        |
| Gualaca       | - Gualaca - Hornito - Los Angeles - Paja de Sombrero - Rincón                                                                                             | Gualaca                        |
| Remedios      | - El Nancito - El Porvenir - El Puerto - Nuestra Señora de los Remedios - Santa Lucía                                                                     | Nuestra Señora de los Remedios |
| Renacimiento  | - Breñón - Cañas Gordas - Dominical - Monte Lirio - Plaza de Caisán - Río Sereno - Santa Clara - Santa Cruz                                               | Río Sereno                     |
| San Félix     | - Juay - Lajas Adentro - Las Lajas - San Félix - Santa Cruz                                                                                               | Las Lajas                      |
| San Lorenzo   | - Boca Chica - Boca del Monte - Horconcitos - San Juan - San Lorenzo                                                                                      | Horconcitos                    |
| Tolé          | - Bella Vista - Cerro Viejo - El Cristo - Justo Fidel Palacios - Lajas de Tolé - Potrero de Caña - Quebrada de Piedra - Tolé - Veladero                   | Tolé                           |
| Tierras Altas | - Cerro Punta - Cuesta de Piedra - Nueva California - Paso Ancho - Volcán                                                                                 | Volcán                         |

### Província de Coclé

Distritos de Coclé.

| Distrito   | corregimentos | Sede do distrito               |
| ---------- | --- | ------------------------------ |
| Aguadulce  | - San Juan Bautista de Aguadulce - Barrios Unidos - El Cristo - El Roble - Pocrí                                                                                                  | San Juan Bautista de Aguadulce |
| Antón      | - Antón - Caballero - Cabuya - El Chirú - El Retiro - El Valle - Juan Díaz - Río Hato - San Juan de Dios - Santa Rita                                                             | Antón                          |
| La Pintada | - El Harino - El Potrero - La Pintada - Las Lomas - Llano Grande - Llano Norte - Piedras Gordas                                                                                   | La Pintada                     |
| Natá       | - Capellanía - El Caño - Guzmán - Las Huacas - Natá de los Caballeros - Toza | Natá de los Caballeros         |
| Olá        | - El Copé - El Palmar - El Picacho - La Pava - Olá | Olá                            |
| Penonomé   | - Cañaveral - Chiguirí Arriba - Coclé - El Coco - El Silencio - El Valle de San Miguel - Los Uveros - Pajonal - Penonomé - Río Grande - Río Indio - Toabré - Tulú - Vista Hermosa | Penonomé                       |

### Província de Colón

Distritos de Colón.

| Distrito     | corregimentos | Sede do distrito        |
| ------------ | --- | ----------------------- |
| Colón        | - Barrio Norte - Barrio Sur - Buena Vista - Cativá - Ciricito - Cristóbal - Escobal - Limón - Nueva Providencia - Puerto Pilón - Sabanitas - Salamanca - San Juan - Santa Rosa | Colón                   |
| Chagres      | - Achiote - El Guabo - La Encantada - Nuevo Chagres - Palmas Bellas - Piña - Salud                                                                                             | Nuevo Chagres           |
| Donoso       | - Coclé del Norte - El Guásimo - Gobea - Miguel de la Borda - Río Indio - San José del Genera                                                                                  | Miguel de la Borda      |
| Portobelo    | - Cacique - Garrote - Isla Grande - María Chiquita - San Felipe de Portobelo                                                                                                   | San Felipe de Portobelo |
| Santa Isabel | - Cuango - Miramar - Nombre de Dios - Palenque - Palmira - Playa Chiquita - Santa Isabel - Viento Frío                                                                         | Palenque                |

### Província de Darién

Distritos de Darién.

| Distrito  | corregimentos | Sede do distrito       |
| --------- | --- | ---------------------- |
| Chepigana | - Agua Fría - Camoganti - Chepigana - Cucunatí - Garachiné - Jaqué - La Palma - Puerto Piña - Río Congo Arriba - Río Congo - Río Iglesias - Sambú - Santa Fe - Setegantí - Taimatí - Tucutí | La Palma               |
| Pinogana  | - Boca de Cupe - El Real de Santa María - Metetí - Paya - Pinogana - Púcuro - Yape - Yaviza - Wargandí                                                                                      | El Real de Santa María |

### Província de Herrera

Distritos de Herrera.

| Distrito    | corregimentos | Sede do distrito     |
| ----------- | --- | -------------------- |
| Chitré      | - Chitré - La Arena - Llano Bonito - San Miguel de Monagrillo - San Juan Bautista                                               | Chitré               |
| Las Minas   | - Las Minas - Chepo - Chumical - El Toro - Leones - Quebrada del Rosario - Quebrada El Ciprián                                  | Las Minas            |
| Los Pozos   | - El Calabacito - El Capurí - El Cedro - La Arena - La Pitaloza - Las Llanas - Los Cerritos - Los Cerros de Paja - Los Pozos    | Los Pozos            |
| Ocú         | - Cerro Largo - El Tijera - Entradero del Castillo - Llano Grande - Los Llanos - Menchaca - San Sebastián de Ocú - Peñas Chatas | San Sebastián de Ocú |
| Parita      | - Cabuya - Llano de la Cruz - Los Castillos - París - Parita - Portobelillo - Potuga                                            | Parita               |
| Pesé        | - El Barrero - El Ciruelo - El Pájaro - El Pedregoso - Las Cabras - Pesé (capital) - Rincón Hondo - Sabanagrande                | Pesé                 |
| Santa María | - Chupampa - El Limón - El Rincón - Los Canelos - Santa María                                                                   | Santa María          |

### Província de Los Santos

Distritos de Los Santos.

| Distrito   | corregimentos | Sede do distrito            |
| ---------- | --- | --------------------------- |
| Guararé    | - El Espinal - El Hato - El Macano - Guararé Arriba - Guararé - La Enea - La Pasera - Las Trancas - Llano Abajo - Perales | Guararé                     |
| Las Tablas | - Bajo Corral - Bayano - El Carate - El Cocal - El Manantial - El Muñoz - El Pedregoso - El Sesteadero - La Laja - La Miel - La Palma - La Tiza - Las Palmitas - Las Tablas Abajo - Santa Librada de Las Tablas - Nuario - Palmira - Peña Blanca - Río Hondo - San José - San Miguel - Santo Domingo - Valle Rico - Vallerriquito | Santa Librada de Las Tablas |
| Los Santos | - Agua Buena - El Ejido - El Guásimo - La Colorada - La Espigadilla - La Villa de los Santos - Las Cruces - Las Guabas - Llano Largo - Los Angeles - Los Olivos - Sabanagrande - Santa Ana - Tres Quebradas - Villa Lourdes | La Villa de los Santos      |
| Macaracas  | - Bahía Honda - Bajos de Guera - Chupa - Corozal - El Cedro - Espino Amarillo - La Mesa - Las Palmas - Llano de Piedra - Macaracas - Mogollón | Macaracas                   |
| Pedasí     | - Los Asientos - Mariabé - Oria Arriba - Pedasí - Purio | Pedasí                      |
| Pocrí      | - El Cañafístulo - Lajamina - Paraíso - Paritilla - Pocrí | Pocrí                       |
| Tonosí     | - Altos de Guera - Cambutal - Cañas - El Bebedero - El Cacao - El Cortezo - Flores - Guánico - Isla de Cañas - La Tronosa - Tonosí | Tonosí                      |

### Província do Panamá

Distritos de Panamá.

| Distrito      | corregimentos | Sede do distrito       |
| ------------- | --- | ---------------------- |
| Balboa        | - La Ensenada - La Esmeralda - La Guinea - Pedro González - Saboga - San Miguel | San Miguel             |
| Chepo         | - Cañita - Chepillo - San Cristóbal de Chepo - El Llano - Las Margaritas - Santa Cruz de Chinina - Tortí - Madungandí | San Cristóbal de Chepo |
| Chimán        | - Brujas - Chimán - Gonzalo Vásquez - Pásiga - Unión Santeña | Chimán                 |
| Panamá        | - 24 de Diciembre - Alcalde Díaz - Ancón - Bella Vista - Betania - Caimitillo - Calidonia - Chilibre - Curundú - El Chorrillo - Ernesto Córdoba Campos - Juan Díaz - Las Cumbres - Las Mañanitas - Pacora - Parque Lefevre - Pedregal - Pueblo Nuevo - Río Abajo - San Felipe - San Francisco - San Martín - Santa Ana - Tocumen | Cidade do Panamá       |
| San Miguelito | - Amelia Denis de Icaza - Arnulfo Arias - Belisario Frías - Belisario Porras - José Domingo Espinar - Mateo Iturralde - Omar Torrijos - Rufina Alfaro - Victoriano Lorenzo | San Miguelito City     |
| Taboga        | - Otoque Ocidente - Otoque Oriente - Taboga | Taboga                 |

### Província de Panamá Oeste

Distritos de Panamá Oeste.

| Distrito    | corregimentos | Sede do distrito    |
| ----------- | --- | ------------------- |
| Arraiján    | - Arraiján - Burunga - Cerro Silvestre - Juan Demóstenes Arosemena - Nuevo Emperador - Santa Clara - Veracruz - Vista Alegre                                                                                            | Arraiján            |
| Capira      | - Caimito - Campana - Capira - Cermeño - Cirí de Los Sotos - Cirí Grande - El Cacao - La Trinidad - Las Ollas Arriba - Lídice - Santa Rosa - Villa Carmen - Villa Rosario                                               | Capira              |
| Chame       | - Bejuco - Buenos Aires - Cabuya - Chame - Chicá - El Líbano - Las Lajas - Nueva Gorgona - Punta Chame - Sajalices - Sorá                                                                                               | Chame               |
| La Chorrera | - Amador - Arosemena - Barrio Balboa - Barrio Colón - El Arado - El Coco - Feuillet - Guadalupe - Herrera - Hurtado - Iturralde - La Represa - Los Díaz - Mendoza - Obaldía - Playa Leona - Puerto Caimito - Santa Rita | La Chorrera         |
| San Carlos  | - El Espino - El Higo - Guayabito - La Ermita - La Laguna - Las Uvas - Los Llanitos - San Carlos Borromeo - San José | San Carlos Borromeo |

### Província de Veraguas
| Distrito      | corregimentos | Sede do distrito                |
| ------------- | --- | ------------------------------- |
| Atalaya       | - Jesús Nazareno de Atalaya - El Barrito - La Carrillo - La Montañuela - San Antonio | Jesús Nazareno de Atalaya       |
| Calobre       | - Barnizal - Calobre - Chitra - El Cocla - El Potrero - La Laguna - La Raya de Calobre - La Tetilla - La Yeguada - Las Guías - Monjarás - San José | Calobre                         |
| Cañazas       | - San Francisco Javier de Cañazas - Cerro de Plata - El Aromillo - El Picador - Las Cruces - Los Valles - San José - San Marcelo | San Francisco Javier de Cañazas |
| La Mesa       | - Bisvalles - Boró - El Higo - La Mesa - Llano Grande - Los Milagros - San Bartolo | La Mesa                         |

Distritos de Veraguas.

| Las Palmas    | - Cerro de Casa - Corozal - El María - El Prado - El Rincón - Las Palmas - Lolá - Manuel Encarnación Amador Terreros - Pixvae - Puerto Vidal - San Martín de Porres - Viguí - Zapotillo                                                                            | Las Palmas                      |
| Mariato       | - Arenas - El Cacao - Mariato - Quebro - Tebario | Mariato                         |
| Montijo       | - Cébaco - Costa Hermosa - Isla Gobernadora - La Garceana - Leones - Montijo - Pilón - Unión del Norte | Montijo                         |
| Río de Jesús  | - Catorce de Noviembre - Las Huacas - Los Castillos - Nuevo San Juan - La Ermita de Río de Jesús - Utira | La Ermita de Río de Jesús       |
| San Francisco | - Corral Falso - Los Hatillos - Remance - San Francisco de la Montaña - San José - San Juan | San Francisco de la Montaña     |
| Santa Fé      | - Calovébora - El Alto - El Cuay - El Pantano - Gatuncito - Río Luis - Rubén Cantú - Santa Fe | Santa Fe                        |
| Santiago      | - Canto del Llano - Carlos Santana Ávila - Edwin Fábrega - El Llanito - La Colorada - La Peña - La Raya de Santa María - La Soledad - Los Algarrobos - Ponuga - Rincón Largo - San Martín de Porres - San Pedro del Espino - Santiago Apóstol de Veraguas - Urracá | Santiago Apóstol de Veraguas    |
| Soná          | - Bahía Honda - Calidonia - Cativé - El Marañón - Guarumal - Hicaco - La Soledad - Quebrada de Oro - Río Grande - Rodeo Viejo - Soná | Soná                            |

### Comarca Emberá-Wounaan

Distritos de Emberá-Wounaan.

| Distrito | corregimentos                                     | Sede do distrito |
| -------- | ------------------------------------------------- | ---------------- |
| Cémaco   | - Cirilo Guaynora - Lajas Blancas - Manuel Ortega | Unión Chocó      |
| Sambú    | - Jingurudó - Río Sabalo                          | Puerto Indio     |

### Comarca Guna Yala

Distritos de Guna Yala.

| Distrito | corregimentos                                    | Sede do distrito |
| -------- | ------------------------------------------------ | ---------------- |
| n/a      | - Ailigandí - Narganá - Puerto Obaldía - Tubualá | El Porvenir      |

### Comarca Ngäbe-Buglé
| Distrito                    | corregimentos | Sede do distrito                        |
| --------------------------- | --- | --------------------------------------- |
| Besikó                      | - Boca de Balsa - Camarón Arriba - Cerro Banco - Cerro Patena - Emplanada de Chorcha - Nämnoní - Niba - Soloy                                                         | Soloy                                   |
| Kankintú                    | - Bisira - Calante - Guoroní - Kankintú - Mününí - Piedra Roja - Tolote                                                                                               | Bisira                                  |
| Kusapín                     | - Bahía Azul - Cañaveral - Kusapín - Río Chiriquí - Tobobé | Kusapín                                 |
| Mironó                      | - Cascabel - Hato Corotú - Hato Culantro - Hato Jobo - Hato Julí - Hato Pilón - Quebrada de Loro - Salto Dupí                                                         | Hato Pilón                              |
| Müna                        | - Alto Caballero - Bagama - Cerro Caña - Cerro Puerco - Chichica - Dikeri - Diko - Kikari - Krüa - Maraca - Mreeni - Nibra - Peña Blanca - Roka - Sitio Prado - Umaní | Chichica                                |
| Nole Düima                  | - Cerro Iglesias - Hato Chamí - Jädaberi - Lajero - Susama | Cerro Iglesias                          |
| Ñürüm                       | - Agua de Salud - Alto de Jesús - Buenos Aires - Cerro Pelado - El Bale - El Paredón - El Peñón - El Piro Nº2 - El Piro - Guayabito - Güibale                         | Buenos Aires                            |
| Jirondai                    | - Burí - Guariviara - Man Creek - Samboa - Tuwai | Samboa                                  |

Distritos de Ngäbe-Buglé.

| Santa Catalina o Calovébora | - Alto Bilingüe - Loma Yuca - San Pedrito - Santa Catalina o Calovébora (Bledeshia) - Valle Bonito                                                                    | Santa Catalina o Calovébora (Bledeshia) |